# استار جانکشن (پنسیلوانیا)
استار جانکشن (به انگلیسی: Star Junction) یک منطقهٔ مسکونی در ایالات متحده آمریکا است که در پنسیلوانیا واقع شده‌است. استار جانکشن ۶۱۶ نفر جمعیت دارد.